# Kępa (Trzebiatów)
Kępa (deutsch Kamp, Kreis Greifenberg/Pommern) war ein altes Fischerdorf, das im Gebiet der heutigen polnischen Woiwodschaft Westpommern in der Gmina Trzebiatów (Treptow a.d. Rega) im Powiat Gryficki (Kreis Greifenberg) lag. Mit der Nachbarortschaft Wustrow (polnisch: Ostrowo) bildete es die Gemeinde Kamp-Wustrow, die bis 1945 zum Amtsbezirk Neuhof (Nowielice), zum Standesamt Robe und zum Amtsgerichtsbezirk Treptow a.d. Rega (Trzebiatów) im Landkreis Greifenberg und im Regierungsbezirk Stettin (ab 1939 Regierungsbezirk Köslin) in der preußischen Provinz Pommern gehörte.

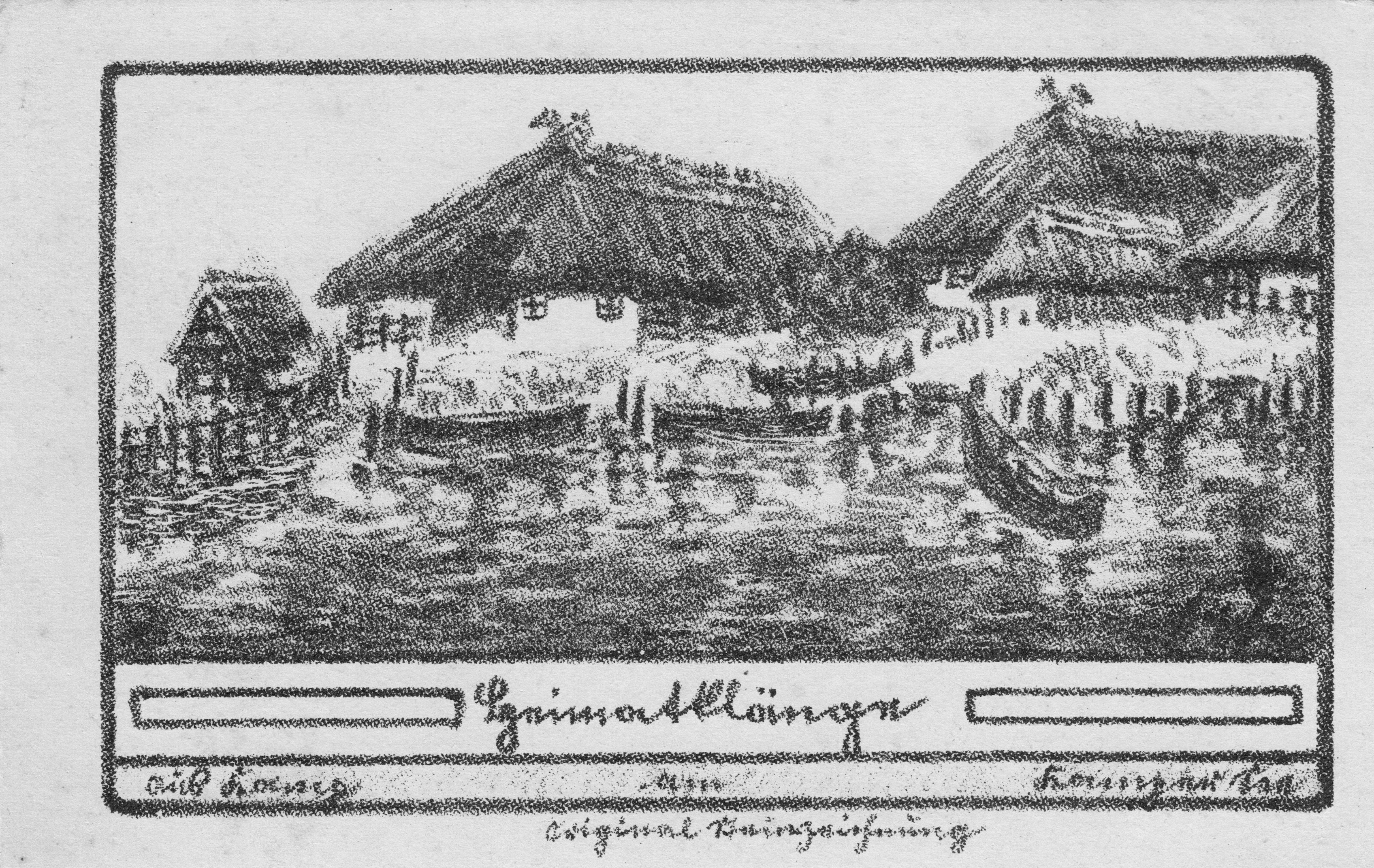
„Heimatklänge aus Kamp am Kamper See“ um 1900/1910

Kamp war bis 1945 namensgebender Ort für den Kamper See (Jezioro Resko Przymorskie), einem der pommerschen Strandseen, an dessen Westufer es lag. Inmitten ausgedehnter Sümpfe gelegen war der Ort lange Zeit nur zu Wasser zu erreichen. Unwegsame Straßen führten zu Nachbarorten wie Robe, das das Kirchdorf war und wo seit 1912 die Greifenberger Kleinbahn (zwischen 1945 und 1961 die Polnische Staatsbahn) eine Bahnstation an der Bahnstrecke Treptow (Rega)–Deep betrieb.
Die Kamper Bevölkerung lebte von der Fischerei und von der Wiesenwirtschaft. 1935 wurde ein Wasserflugplatz angelegt, der für den Ort einen wirtschaftlichen Umbruch erzeugte.
In der Nähe von Kamp hatte man Werkzeug aus der Steinzeit zwischen 5500 und 2000 vor Chr. gefunden. Erstmals fand das Dorf in einer Grenzregelung zwischen dem Kloster Belbuck und der Stadt Treptow im Jahre 1307 Erwähnung. 1541 wurde es als zu Belbuck (polnisch: Białoboki) gehörig mit elf Katen genannt.
1741 hatte Kamp 11 Feuerstellen bei 51 Einwohnern, darunter ein Schulmeister. 1939 waren in der 856 Hektar großen Gemeinde 123 Einwohner registriert.
Am 4. März 1945 flüchtete ein großer Teil der Bevölkerung vor den herannahenden Truppen der Roten Armee. Dabei kam es zum Flugzeugabsturz im Kamper See. Einen Tag später drangen sowjetische Truppen bis hierher vor. Der Ort kam infolge des Krieges zu Polen, und die letzten deutschen Einwohner wurden 1947 vertrieben.
Im westlichen Teil von Kamp standen bis 1946 neun altsächsische Rauchhäuser, auch Niedersachsenhäuser genannt. Es handelte sich um Fachhallenhäuser aus Fachwerk mit Giebel und Einfahrt zur Alten Rega (Stara Rega) hin, 24 Meter lang und 8 bis 1 Meter breit. Um eine Diele mit Herd und Brunnen gruppierten sich die Wohnungen und die Ställe.
Im Jahre 1946 brannten sechs Häuser durch sowjetische Leuchtspurgeschosse ab, die übrigen gingen 1950 verloren. Das Dorf Kamp, zuletzt – wie 17 andere Orte in Polen – „Kępa“ genannt, verschwand von der Landkarte.